# Табалов Олександр Миколайович
Олександр Миколайович Табалов (нар. 12 жовтня 1957, Кіровоград) — український бізнесмен, був обраним народним депутатом по багатомандатному загальнодержавному округу політичної партії Всеукраїнське об'єднання «Батьківщина» на чергових виборах 28 жовтня 2012 року. Співвласник молочної компанії «Волошкове поле». Співзасновник Благодійної фундації родини Табалових.

## Освіта
1979 р. — Кіровоградський інститут сільськогосподарського машинобудування, спеціальність — шляхові машини та обладнання, кваліфікація — інженер-механік.

## Трудова та підприємницька діяльність
Працював у міжобласному управлінні «Оргводоканал», на виробничих підприємствах управління культури.
1992 р. — У 1992 заснував підприємства, які зараз випускають продукцію під торговою маркою «Формула смаку».
2001 р. — очолив правління ВАТ «Кіровоградський хлібозавод».
В 2009 році Олександр Табалов заснував ТОВ «Молочна компанія „Волошкове поле”». Того ж року в рамках реструктуризації напрямку молочного бізнесу Табалових підприємство стало акціонером ПрАТ «Юрія» та ПрАТ «Первомайський молочно-консервний комбінат».
На парламентських виборах 2012 р. був обраний народним депутатом України за списком Всеукраїнського об'єднання «Батьківщина». Член Комітету Верховної Ради з питань бюджету.
З 2017 року родина Табалових інвестує у видобувний бізнес. ТОВ «Укрлітійвидобування» є власником спецдозволу на розробку Полохівського родовища літієвих руд. Як йдеться на сайті YouControl, кінцевим бенефіціарним власником в ТОВ «Укрлітійвидобування» є син Олександра Табалова - Сергій Табалов із часткою 99,9%.
Згідно AgroPolit з посиланням на Фокус у 2017 бізнесмен посів 74 місце серед найбільш заможних українців, що є 3-тім місцем в категорії аграріїв. Окрім того, Олександр з 2017 року ходить у рейтинги 100 найбагатших українців. Станом на 2020 рік його статки оцінюються в $110 млн.

## Благодійність
Олександр Табалов є співзасновником Благодійної фундації родини Табалових. Операційну діяльність організації провадить його син Андрій Табалов. Загалом з початку повномасштабного вторгнення підприємства родини Табалових допомогли ЗСУ на понад 20 000 000 грн.

## Скандали
Олександр Табалов після обрання народним депутатом на чергових виборах 28 жовтня 2012 року мав конфлікт з керівництвом парламентської фракції політичної партії Всеукраїнське об'єднання «Батьківщина». У перший день роботи Верховної Ради 7 скликання тодішня об'єднана опозиція, а саме представники ВО «Свобода», звинуватити Олександра Табалова та його сина Андрія Табалова у небажанні входити до складу Об'єднаної опозиції. Після чого в парламенті сталася бійка за участі депутатів ВО «Свобода», Олександра та Андрія Табалових. В результаті цього скандалу Олександр Табалов вирішив залишитися позафракційним народним депутатом. 
В контексті Табалова Олександра Миколайовича, в засобах масової інформації згадується голосування за диктаторські закони 16 січня 2014 року, яке відбувалось шляхом підняття рук. Втім пізніше Табалови заперечили участь у голосуванні та надали фото та відеодокази тодішньому керівництву Апарату ВРУ. 
З лютого 2014 року народний депутат Олександр Табалов увійшов до складу депутатської групи «Економічний розвиток» у Верховній Раді України, і залишався у складі зазначеної депутатської групи  до завершення каденції Верховної Ради VII скликання. 